# Ypthima vitiensis
Ypthima vitiensis är en fjärilsart som beskrevs av Hans Fruhstorfer 1911. Ypthima vitiensis ingår i släktet Ypthima och familjen praktfjärilar. Inga underarter finns listade i Catalogue of Life.